# Chen Lin (pintor)

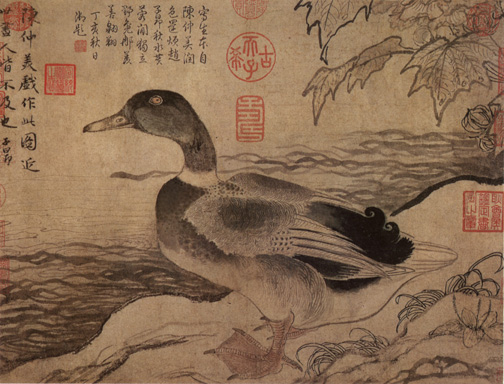
Chen Lin, Au aquàtica, Museu Nacional del Palau, Taipei.

Chen Lin —陈琳 en xinès simplificat; 陳琳 en xinès tradicional; Chén Lín en pinyin— fou un pintor xinès paisatgista durant la dinastia Yuan, nascut a Hangzhou província de Zhejiang. No es coneixen amb exactitud les dates del naixement i de la seva mort. Podrien ésser aproximadament l'any 1260 i 1320 respectivament. La seva era una família de pintors (el seu pare era el pintor Chen Jue. Pintava paisatges, figures humanes, aus i flors. El seu mestre fou per Zhao Mengfu. Es caracteritza per les seves pinzellades enèrgiques i colors clars. El seu estil es denominava “Zhongmei”.